# De Havilland DH.104 Dove
Die de Havilland DH. 104 Dove ist ein Tiefdecker-Flugzeug des britischen Flugzeugbauers De Havilland Aircraft Company, das als Transportflugzeug für Kurzstrecken eingesetzt wurde. Sie ist der Nachfolger des Doppeldeckers De Havilland Dragon Rapide und war einer von Großbritanniens erfolgreichsten Flugzeugtypen nach dem Zweiten Weltkrieg. Sie wird von zwei Kolbenmotoren angetrieben, hat ein einziehbares Bugradfahrwerk und keine Druckkabine.
Die Konstruktion des Flugzeuges wurde begonnen, nachdem der Bericht der Brabazon-Kommission unter anderem nach einem britischen Kurzstreckenflugzeug als Zubringer für Fluggesellschaften verlangt hatte. Die Dove wurde nach diesen Anforderungen als "Type VB" des Komitees ausgelegt.

## Erstflug und Auslieferung
Die Dove absolvierte ihren Erstflug am 25. September 1945.
Die Produktion der Dove und ihrer Varianten umfasste 388 zivile Dove, 127 militärische Devon C.2 und 13 Sea Devon. Nach der Eingliederung von De Havilland in die Hawker-Siddeley-Gruppe wurde das Muster als Hawker Siddeley Dove vermarktet.
Die Produktion endete 1966. Im Jahr 2020 existierten weltweit noch etwa 116 Doves, von denen aber nur ein Teil komplett erhalten ist und nur etwa 10 bis 12 flugbereit sind.

## Versionen

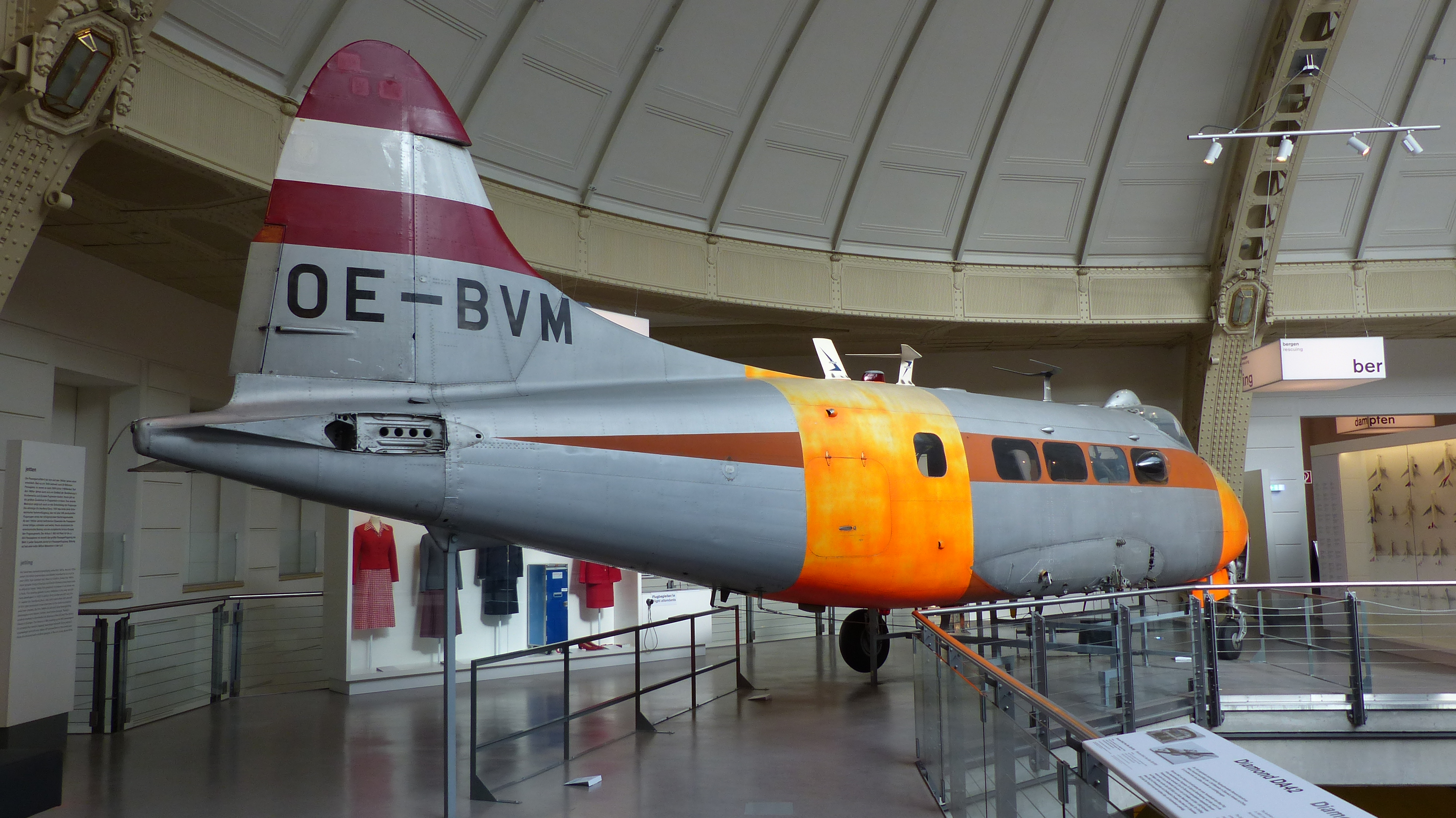
De Havilland DH.104 Mk.5 Dove (OE-BVM) im Technischen Museum Wien

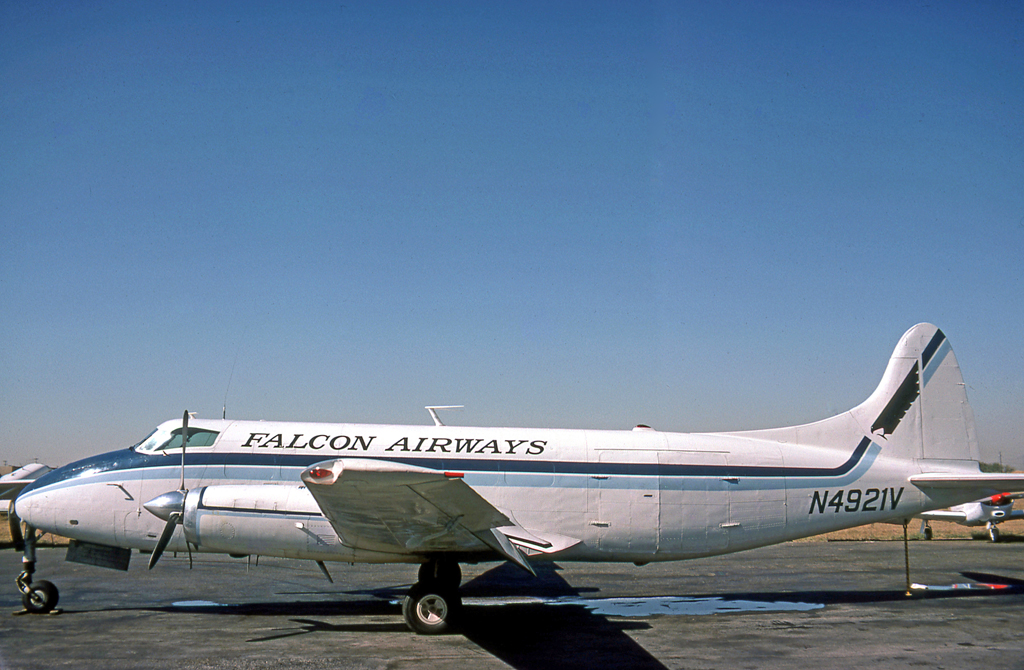
Carstedt CJ600, Dallas 1975

Varianten nach und 
Dove Srs. 1Leichtes Transportflugzeug. 330 PS Gipsy Queen 70-3
Dove Srs. 1Bwie Dove 1, aber 340 PS Gipsy Queen 70-4
Dove Srs. 26-sitzige „Executive“-Version für Geschäftsflüge.
Dove Srs. 2Bwie Dove 2, aber 340 PS Gipsy Queen 70-4
Dove Srs. 3nicht verwirklichtes Projekt eines hochfliegenden Überwachungsflugzeuges
Dove Srs. 4Militärische Version für Transport und Kommunikation die britische Royal Air Force, dort als Devon C.1 (C Mk.1) und Devon C.2/2 (330 PS) bezeichnet.
Dove Srs. 5wie Dove 1B, aber 380 PS Gipsy Queen 70 Mk.2 Triebwerke, 20 % höhere Nutzlast gegenüber Srs. 1
Dove Srs. 5Awie Srs. 5, für den US-Markt
Dove Srs. 6wie Dove Srs. 5, aber mit spezieller Executive-Ausstattung
Dove Srs. 6Awie Srs. 6, für US-Markt
Dove Srs. 6BAwie Srs.2A, mit Gipsy Queen 70 Mk.2, 380 PS, aber Gewicht der Dove 1
Dove Srs. 7wie Srs. 5, aber mit 400 PS Gipsy Queen 70 Mk.3 Triebwerken, vergrößertes Cockpit, Erstflug Februar 1960, 8.950 lb Startgewicht
Dove Srs. 7Awie Srs. 7, für US-Markt
Dove Srs. 8wie Srs. 7, aber mit spezieller Executive-Ausstattung
Dove Srs. 8AVariante der Srs. 8 für die USA, manchmal auch „Custom 800“ genannt
Devon C. Mk.1Zwei 380 PS Gipsy Queen 70, leichtes Verbindungsflugzeug
Devon C. Mk.2mit neuen Gipsy Queen 175 Triebwerken umgerüstete C. Mk.1
Sea Devon C. Mk.20Version der C. Mk.1 für Transport und Kommunikation für die britische Royal Navy. 13 gebaut
Riley 400Umbau der Dove mit Lycoming IO-720-Triebwerken, je 400 PS, schräges Seitenleitwerk; 22 modifiziert, plus 7 durch McAlpine in Großbritannien, aber mit Standard-Leitwerk.
Carstedt CJ-600Umbau der Dove ab 1966 mit Garrett TPE-331 Turboproptriebwerken, Rumpf um 221 cm verlängert mit Platz für 18 Passagiere, 7 modifiziert.

## Ziviler Einsatz
Die Liste ist nicht vollständig.
- Airlines of Western Australia
- Airways (India)

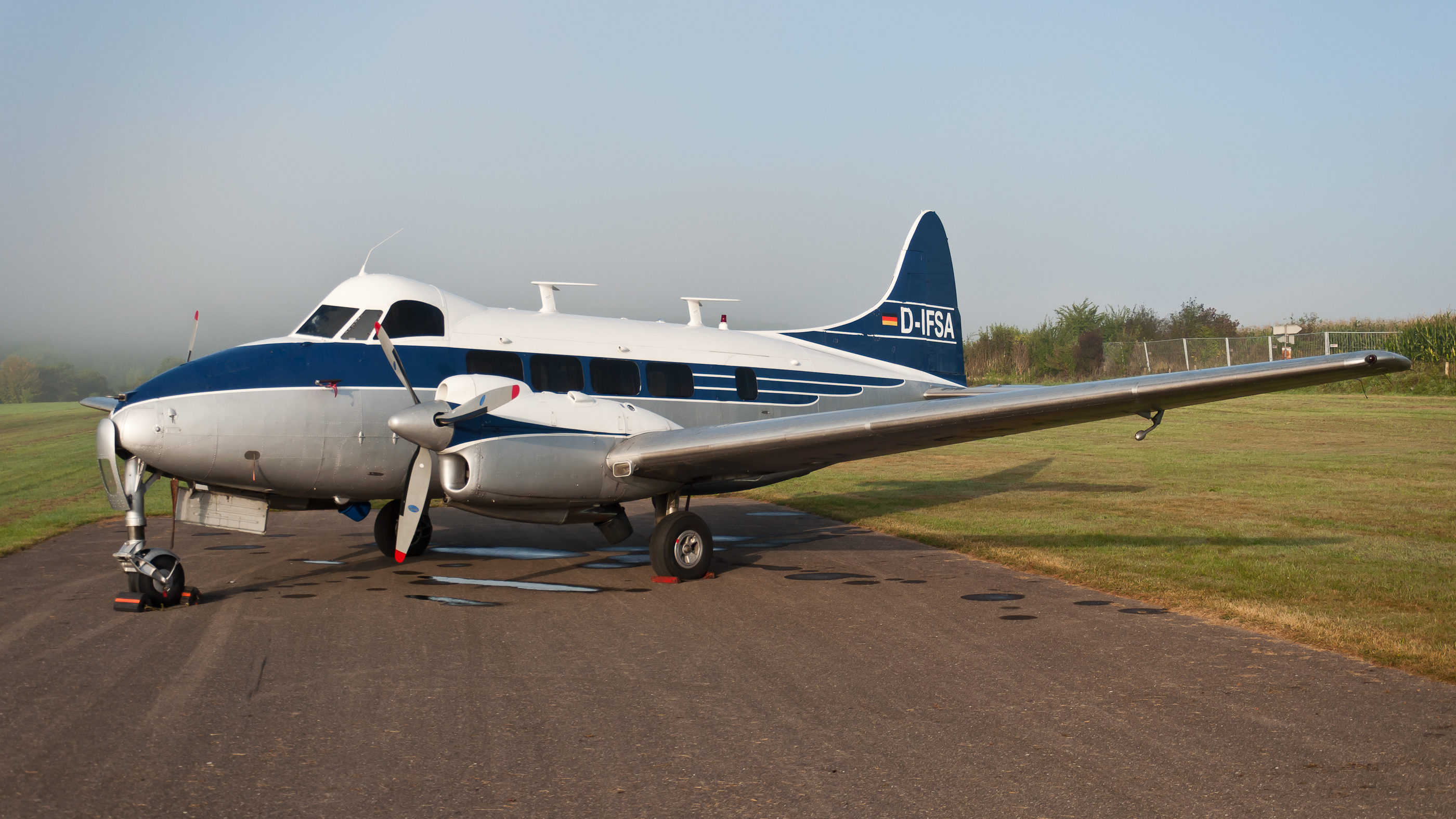
de Havilland Dove (D-IFSA)

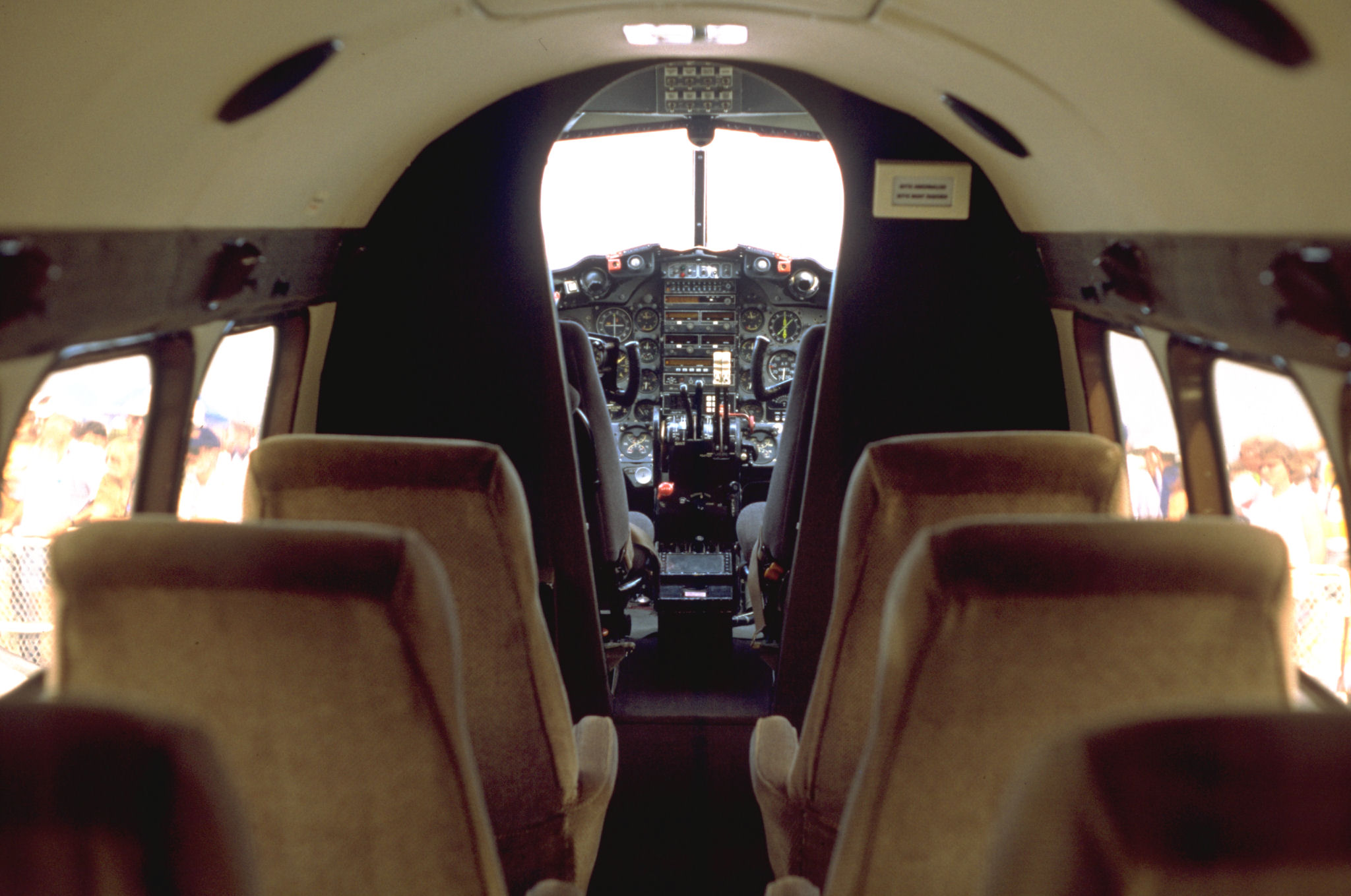
Innenansicht oben abgebildeter Dove (D-IFSA)

- Belgian International Air Services
- BKS Air Transport
- BOAC
- British Eagle International Airlines
- British Midland Airways
- Cambrian Air Services
- Central African Airways
- Channel Airways
- East African Airways
- Hunting Air Travel
- Iranian Airways
- LAN Chile
- LTU
- Morton Air Services
- Olley
- Sabena
- Skyways
- South African Airways
- Sudan Airways
- Transportes Aéreos de Timor
- Union of Burma Airways
- West African Airways Corporation

## Militärische Nutzer
- Ägypten
- Äthiopien

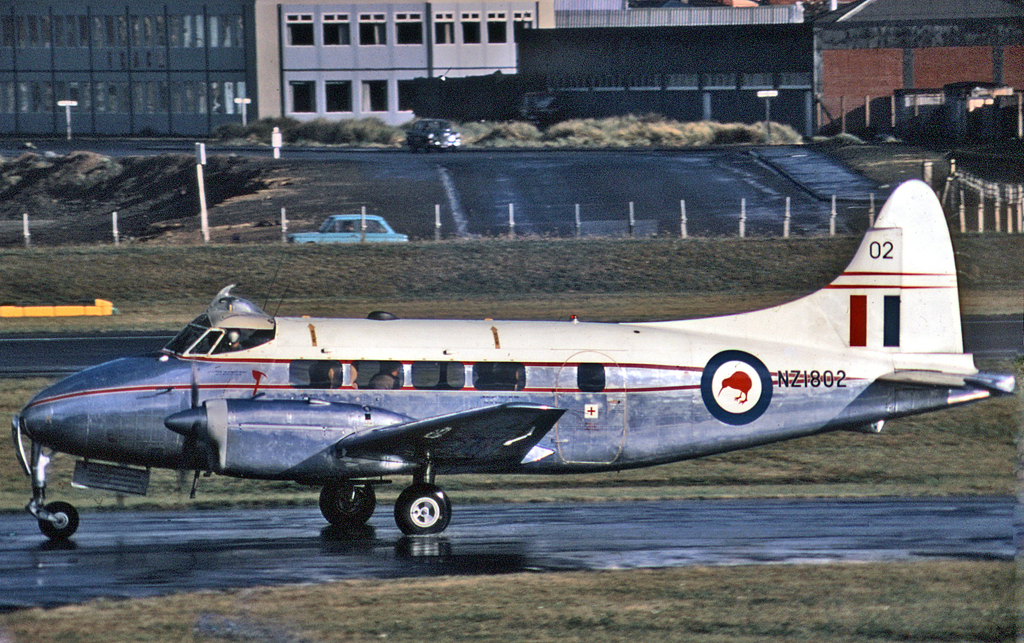
RNZAF Devon C.1 am Wellington Airport 1971

- Argentinien (mit 70 Exemplaren der größte Betreiber)[6]
- Biafra
- Brasilien
- Indien
- Irak
- Irland
- Jordanien
- Jugoslawien
- Kuwait
- Libanon
  - Luftstreitkräfte des Libanon
- Malaysia
  - Malaysische Luftstreitkräfte
- Neuseeland
- Pakistan
- Paraguay
- Südafrika
- Schweden
- Sri Lanka
- Venezuela
- Vereinigtes Königreich
  - Royal Air Force
  - Royal Navy
- Zaire

## Zwischenfälle
- Am 12. Januar 1951 brach eine De Havilland Dove 1 der südafrikanischen United Airways (Luftfahrzeugkennzeichen ZS-DDW) nahe Ixopo in Turbulenzen auseinander. Alle zehn Passagiere und zwei Besatzungsmitglieder starben.[7]

## Technische Daten

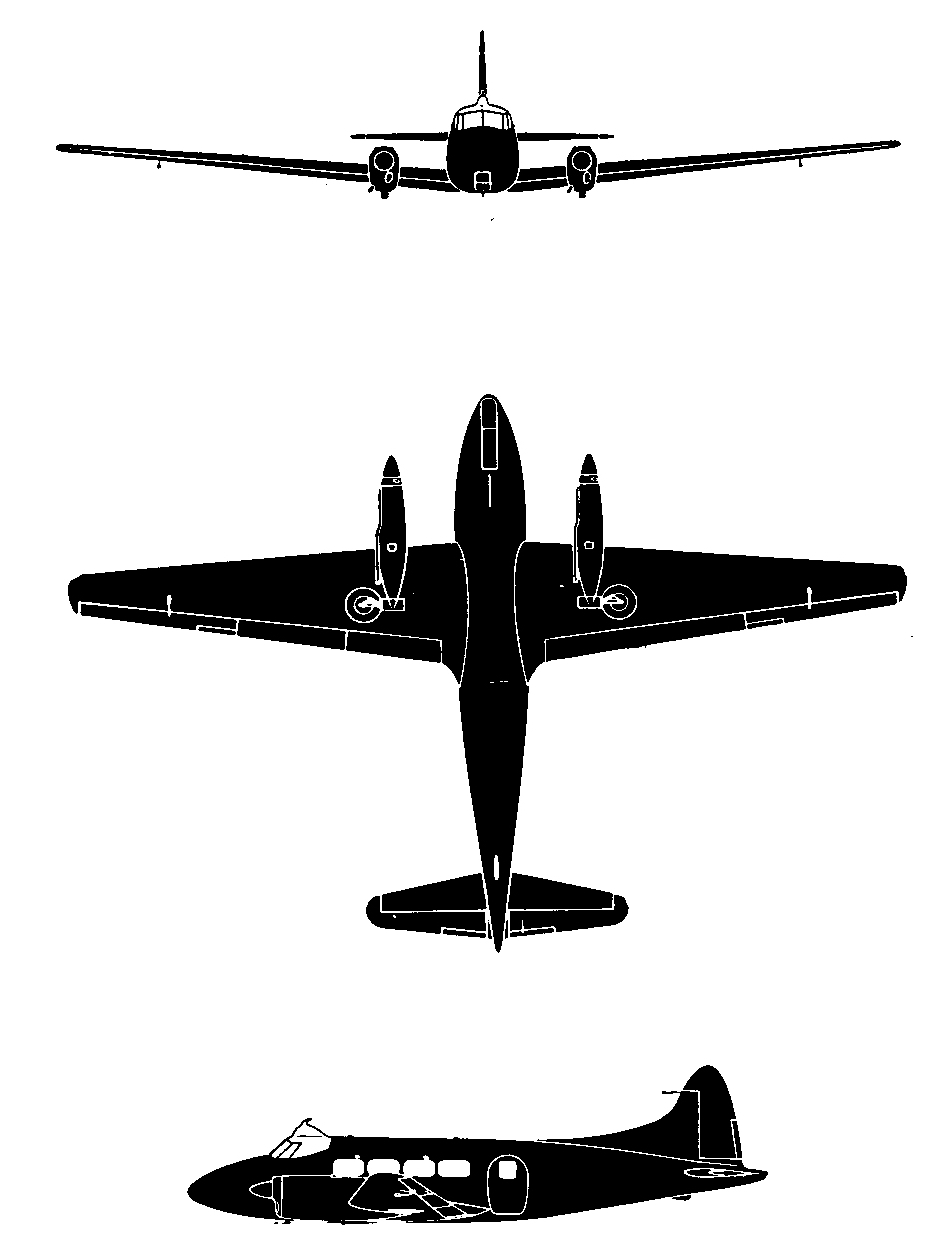
de Havilland Dove Srs 5

| Kenngröße              | Daten |
| ---------------------- | --- |
| Besatzung              | 1 – 2 |
| Passagiere             | Geschäftsflugzeug 5–6, Verkehrsflugzeug 8 – 11                                                                                                   |
| Länge                  | 11,96 m |
| Spannweite             | 17,37 m |
| Höhe                   | 4,06 m |
| Flügelfläche           | 31,12 m² |
| Flügelstreckung        | 9,7 |
| Nutzlast               | 1460 kg |
| Leermasse              | 2600 kg |
| Startmasse             | 4060 kg |
| Flächenbelastung       | 128,2 kg/m² |
| Leistungsbelastung     | 5,66 kg/PS |
| Höchstgeschwindigkeit  | 325 km/h |
| Reisegeschwindigkeit   | 288 km/h |
| Startstrecke über 15 m | 740 m |
| Landestrecke aus 15 m  | 585 m |
| Dienstgipfelhöhe       | 6100 m |
| Steigrate              | 4,7 m/s |
| Reichweite             | 1720 km |
| Triebwerke             | zwei untersetzte, mechanisch aufgeladene und luftgekühlte 6-Zylinder-Reihenmotoren de Havilland Gipsy Queen 70 Mk 2 mit jeweils 283 kW (380 SHP) |
| Verbrauch              | 124 l/h |

## Verwandte Entwicklungen
Parallel zur Dove wurde die viermotorige De Havilland DH.114 Heron entwickelt.

## Trivia
Eine de Havilland DH. 104 spielte eine Rolle in dem Kinofilm „Theo gegen den Rest der Welt“ von 1980.
Dieses Flugzeug wurde später restauriert und ist auf dem Flugplatz Soest stationiert.
Ebenso ist eine DH. 104 im Musikvideo zu Bakerman von Laid Back zu sehen. Das dänische Flugzeug mit der Seriennummer 04270 und dem Luftfahrzeugkennzeichen OY-BHZ ist nicht flugfähig am Flughafen Stauning bei Ringkøbing erhalten.